# INVAP
INVAP S.E. — аргентинська компанія, яка реалізує високотехнологічні проекти в ядерній, космічній, енергетичній, медичній галузях.
Компанія поставляє обладнання більш ніж в 30 країн світу. Зарубіжні офіси і дочірні підприємства працюють у Австралії, Бразилії, Венесуелі, Єгипті  та США.

## Історія
Підприємство було створено в 1976 році за угодою між урядом провінції Ріо-Негро та Національною комісією з атомної енергетики Аргентини, як проект випускників інституту Balseiro.
При заснуванні отримало назву - Investigaciones Aplicadas, яка згодом була змінена на INVAP.
З моменту свого створення компанія здобула престиж як розробник і постачальник ядерних реакторів, а також систем забезпечення реакторів для досліджень та виробництва радіоізотопів. З кінця 1990-х років компанія зайнялася аерокосмічним сектором, особливо завдяки проектуванню, будівництву та експлуатації супутників.

## Ядерні технології
У сфері ядерних технологій компанія займається наступними напрямками: проектування та будівництво дослідних реакторів, установок з виробництва радіоізотопів, ядерного палива, по збагаченню урану, створення приладів радіаційного захисту, систем захисту реактора, модернізація і реконструкція дослідних реакторів, надання профільних консультаційних послуг.
У 2010 році в INVAP оголосили про завершення розробки (спільно з Інститутом науково-технічних досліджень у сфері оборони – CITEDEF ) і готовності до тестування нового методу лазерного видалення радіоактивних компонентів зі складу важкої води, яка використовується як сповільнювач нейтронів у ядерних реакторах..
24 січня 2018 року INVAP виграла міжнародний тендер на ядерний дослідний реактор та установку з виробництва радіоізотопів для медичного використання в Нідерландах.

## Супутники і радари
INVAP стала єдиною компанією в Латинській Америці, яку НАСА сертифікувало на поставку космічних технологій. Також це єдина компанія на материку, яка може забезпечити повний життєвий цикл супутника , від проектування і будівництва до управління польотом і оперативної підтримки з землі.

### Супутникова серіяSAC

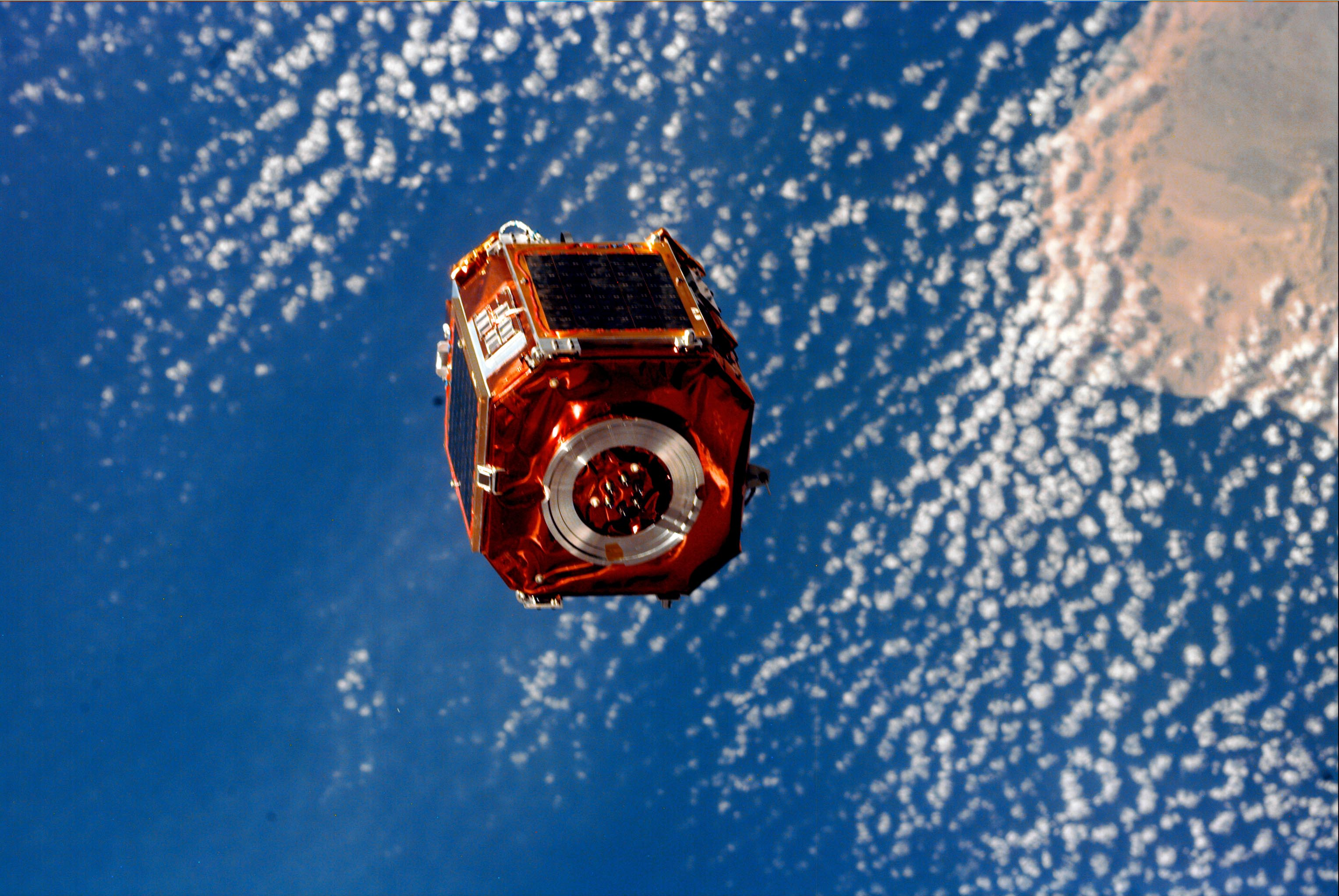
Супутник SAC-A.
Вигляд з космічного шатла.

INVAP розробив кілька наукових супутників лінії SAC (Satelites de Aplicación Científica) на замовлення національного космічного агентства CONAE:
- SAC-B для астрономічних досліджень (1996 р.)
- SAC-A для випробування оптичних та енергетичних систем (1998 р.)
- SAC-C для моніторингу навколишнього середовища та природних катастроф.

На рахунку компанії вже чотири виведених на орбіту супутника серії SAC. Зокрема, 9 червня 2011 року був запущений супутник SAC-D з науковим обладнанням, необхідним для проекту НАСА по визначенню рівня солоності океану - Aquarius.

### Супутникова серіяARSAT

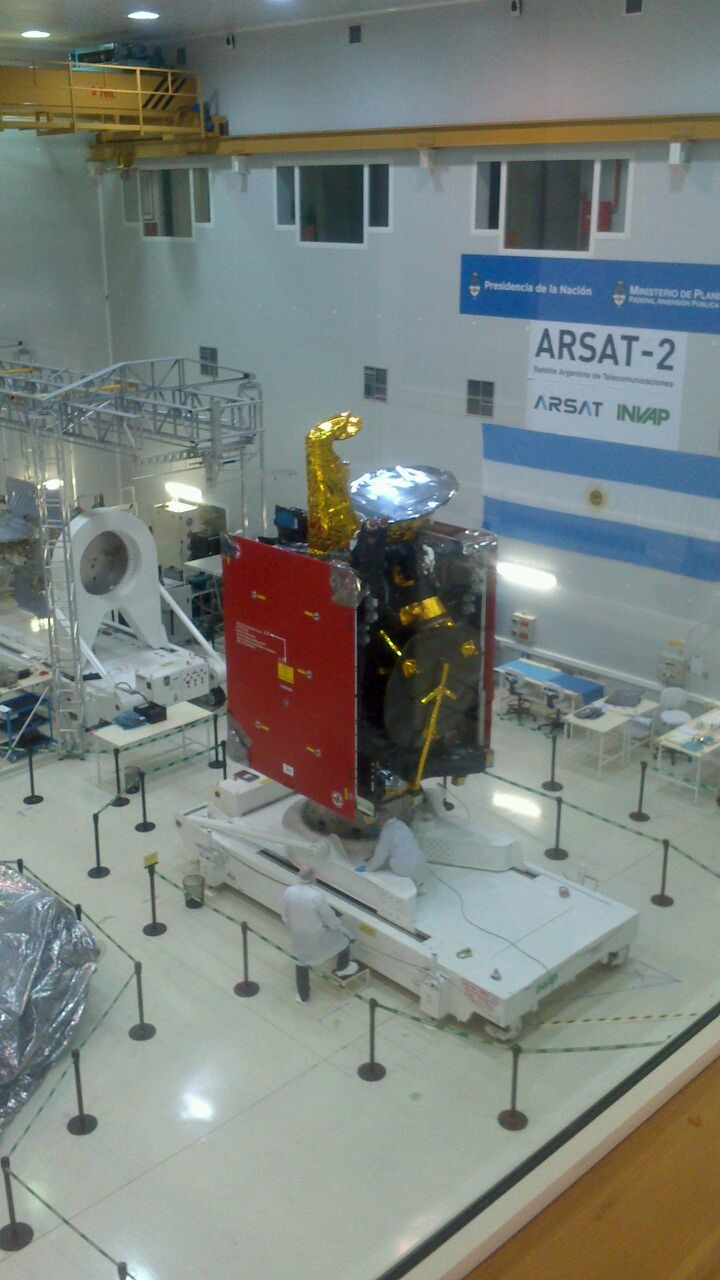
Супутник ARSAT-2

Лінійка геостаціонарних супутників зв'язку, що використовуються для забезпечення телефонії, Інтернету та телевізійних послуг для користувачів по всій національній території та Південному конусі. Після цього країна стала однією з восьми держав світу, які розробляють і виробляють власні геостаціонарні супутники, і разом із США вони є єдиними на американському континенті . ARSAT-1 перший у своєму роді супутник, виведений на орбіту латиноамериканською країною.
Крім того, INVAP будує радари для управління повітряним трафіком. Вже працюють радари зроблені на замовлення ВПС Аргентини (FAA) і Агентства цивільної авіації (ANAC). Також INVAP займається розробкою 3D-радарів для військової авіації.

## Інші проєкти

### Військові
- Ангарні двері для есмінця ARA Hércules (B-52) ВМС Аргентини
- Система FLIR для патрульного літака P-3 Orion ВМС Аргентини
- Симулятор морського патрулювання[12][13]
- Ехолокаційні системи для військово-морських сил
- Морська електроніка та системи керування боєм для бойових кораблів та підводних човнів TR-1700
- РЛС з синтезованою апертурою для патрульних літаків морської авіації[9]

### Цивільні
- Розробка та реалізація громадського наземного аргентинського проекту цифрового телебачення[14]
- Медичне обладнання для радіотерапії[15][16][17][18]
- Система раннього попередження лісових пожеж[19]
- Вітроенергетика[20]
- Роботи та телеманіпулятори[21]
- Нафтохімічні заводи
- Обладнання для сухого заморожування продуктів харчування[22]
- Завод з переробки та остаточного захоронення промислових відходів у провінції Буенос-Айрес[23]
- Ядерні реактори для виробництва атомної енергії та майбутнього ядерного підводного човна

## Галерея

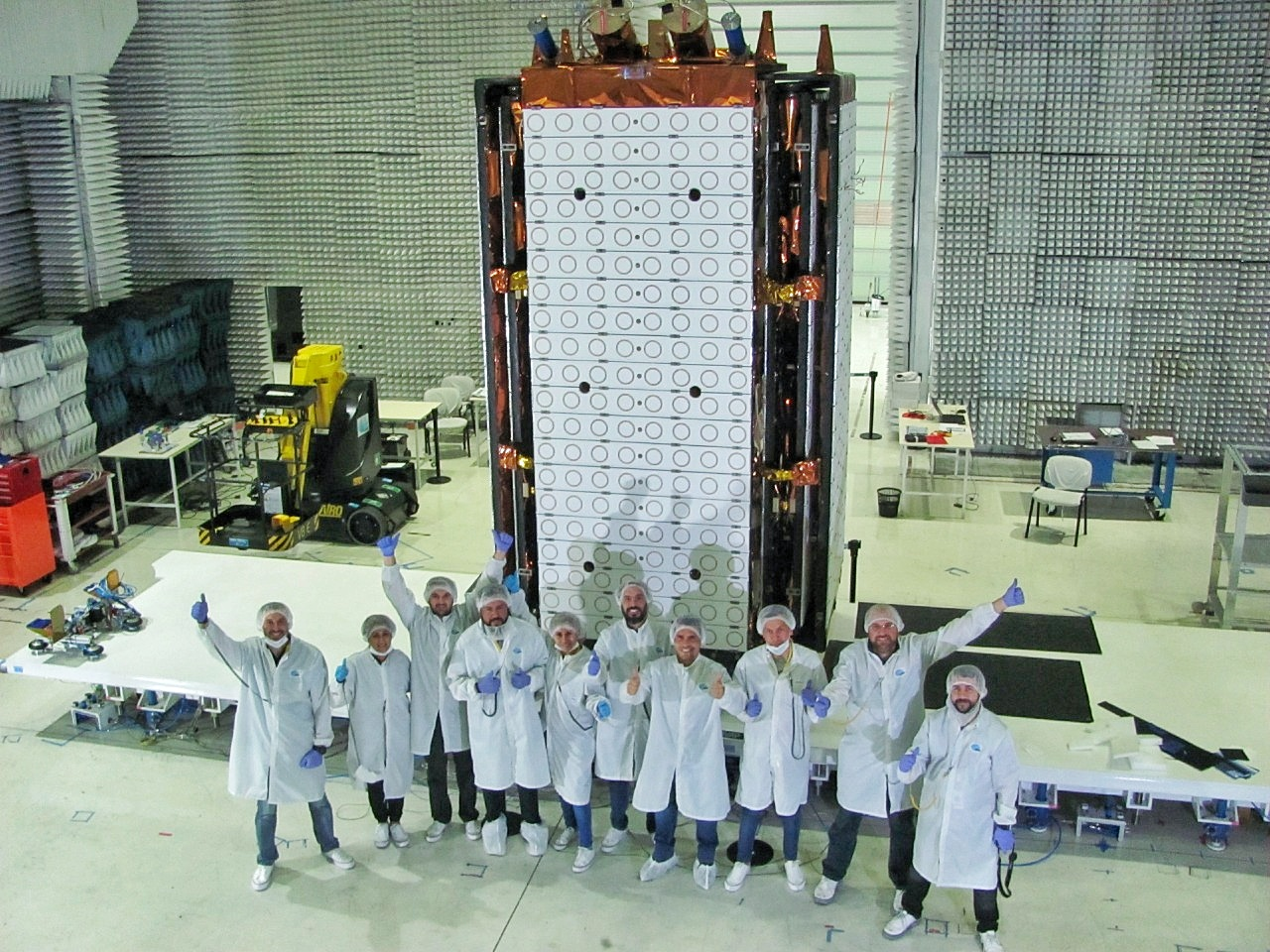
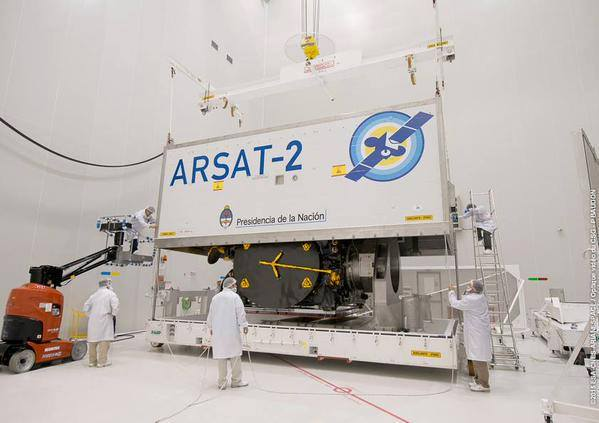
Супутник зв'язку ARSAT-2
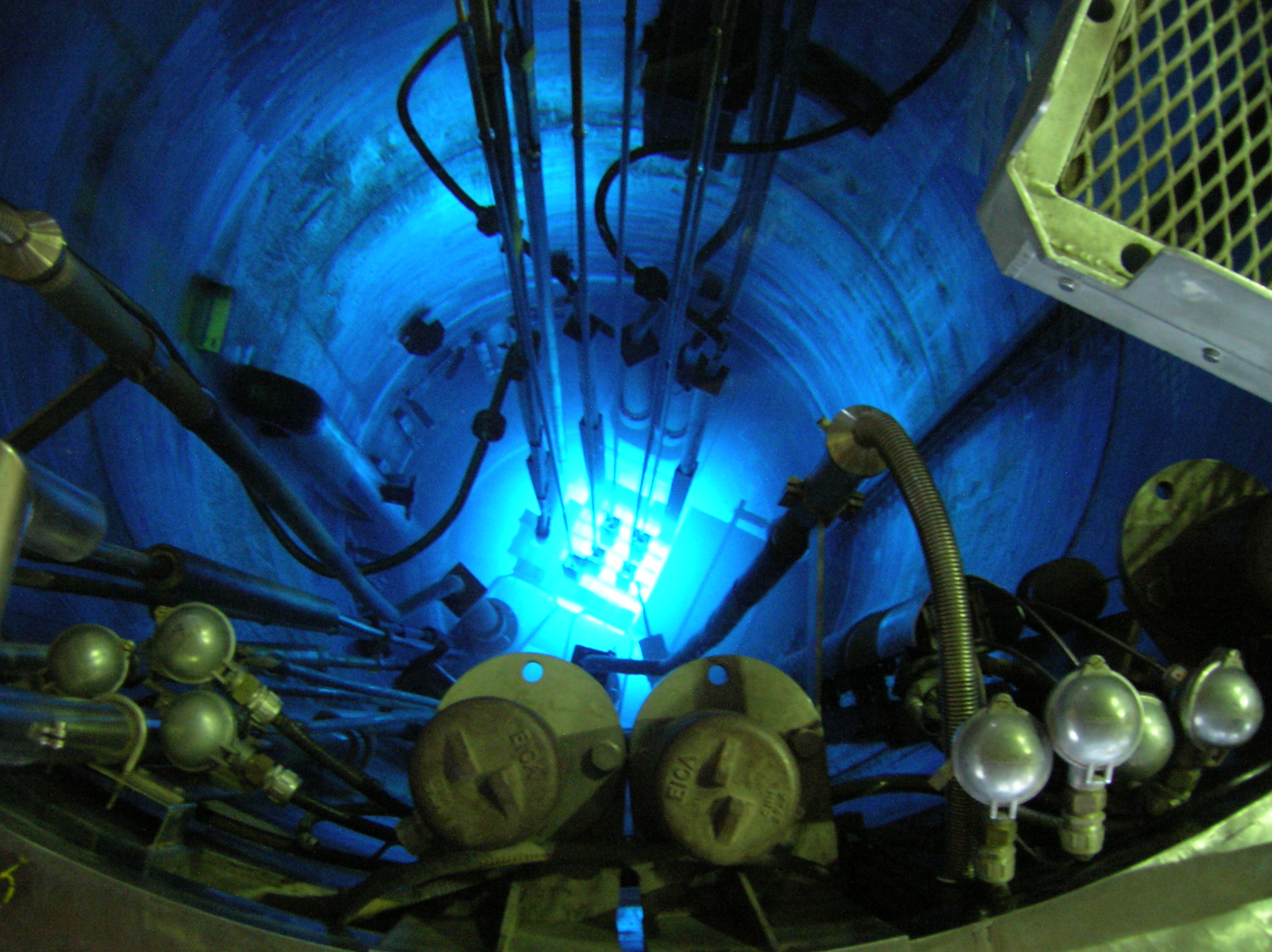
Експериментальний ядерний реактор RA-6
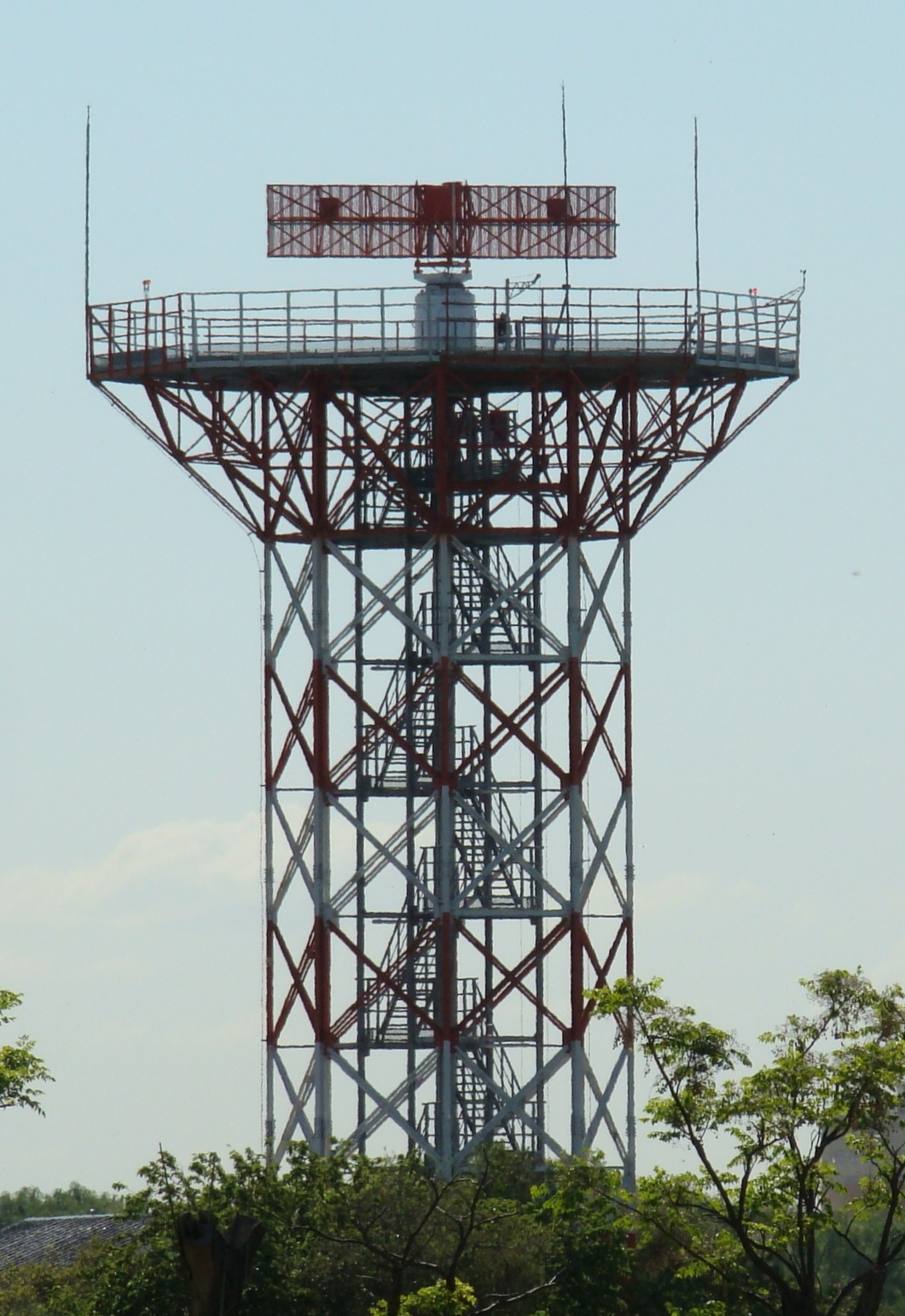
Радар в Кільмесі